# Ясан, Эрнест Викторович
Эрне́ст Ви́кторович Я́сан (12 марта 1936 — 9 мая 2018) — советский и российский кинорежиссёр и сценарист.

## Биография
Родился 12 марта 1936 года в Латвии.
В 1964 году окончил актёрское отделение факультета драматического искусства ЛГИТМиКа (мастерская Ф. Н. Никитина). Работал актёром в Псковском драматическом театре. В 1971 году окончил режиссёрское отделение ВКСР (мастерская Г. Н. Данелия). С 1966 года работал на киностудии «Ленфильм».
Автор книг «Неснятое кино», «След» и «Нечистая сила», выпущенных издательством «Нестор-история» в 2011—2012 гг.
Сын Максим ребёнком снялся в фильме «В моей смерти прошу винить Клаву К.», а позже — в сериале «Рэкет» и фильме «Колесо любви». В эфире программы «Сегодня вечером», вышедшей на «Первом канале», Эрнест Ясан упомянул, что Максим скончался от наркомании. Также у Эрнеста Ясана есть дочь. По некоторым сведениям, полученным от коллег, супруга Ясана умерла, не вынеся потери сына.
27 апреля 2018 года попал в ДТП. Скончался в реанимации 9 мая 2018 года в больнице Санкт-Петербурга.

## Фильмография

### Режиссёр
- 1978 — Завьяловские чудики
- 1979 — В моей смерти прошу винить Клаву К.
- 1981 — Придут страсти-мордасти
- 1983 — Дублёр начинает действовать
- 1985 — Сон в руку, или Чемодан
- 1986 — При открытых дверях
- 1986 — Прости
- 1989 — Нечистая сила
- 1992 — Рэкет
- 1994 — Колесо любви
- 1997 — Рэкет 2 (не был завершён)
- 1998 — 1999 — Агент национальной безопасности (серия «Три дня до эфира»)
- 2001—2002 — Крот (телесериал)
- 2006 — Жизнь и смерть Лёньки Пантелеева

### Сценарист
- 1978 — Завьяловские чудики
- 1981 — Придут страсти-мордасти
- 1983 — Дублёр начинает действовать
- 1989 — Нечистая сила
- 1992 — Рэкет
- 1994 — Колесо любви

## Награды и номинации
- 1980 — Всесоюзный кинофестиваль (2-я премия по разделу детских фильмов, фильм «В моей смерти прошу винить Клаву К.»)
- 1980 — МКФ фильмов для детей и юношества в Хихоне (Главный приз, фильм «В моей смерти прошу винить Клаву К.»)
- Государственная премия РСФСР имени Н. К. Крупской (1981) — за фильм «В моей смерти прошу винить Клаву К.» (1979)
- Орден «Знак Почёта» (1986)